# Gabi Dolff-Bonekämper

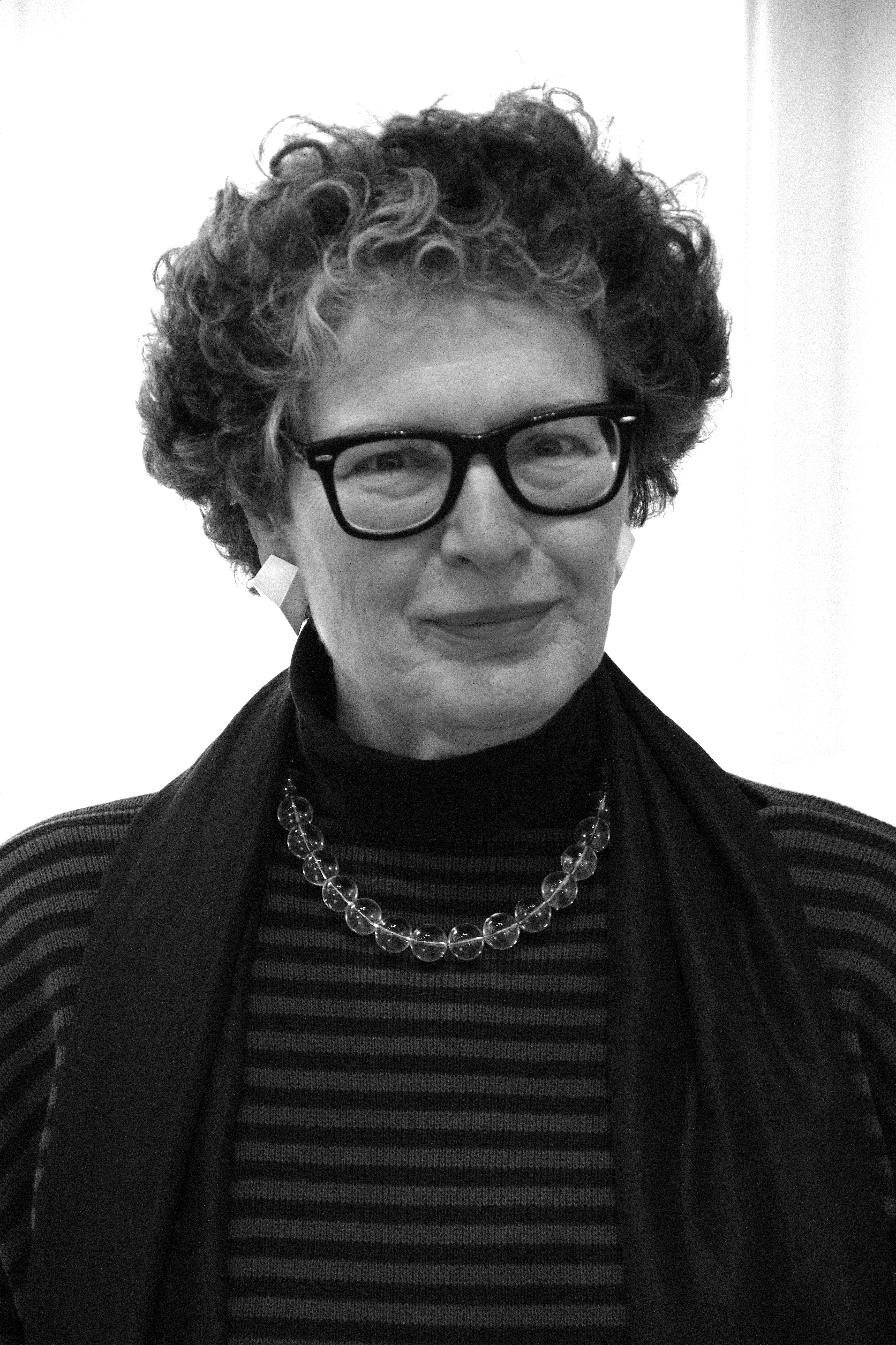
Gabi Dolff-Bonekämper, März 2013

Gabriele „Gabi“ Dolff-Bonekämper (* 1952 in Münster) ist eine deutsche Kunsthistorikerin, Denkmalpflegerin und Hochschullehrerin.

## Lebenslauf
Gabi Dolff-Bonekämper studierte von 1971 bis 1984 Kunstgeschichte, Christliche Archäologie und Romanistik (Französisch) an der Universität Marburg und an der Universität Poitiers sowie am Centre d’études supérieures de civilisation médiévale (CESCM). 1984/85 wurde sie in Marburg bei Hans-Joachim Kunst und Heinrich Klotz mit einer Arbeit zur Geschichte der Denkmalpflege in Hessen promoviert.
Von 1984 bis zum Ende des Funkkollegs Kunst im Jahre 1985 war sie Redakteurin am Deutschen Institut für Fernstudien (DIFF) an der Universität Tübingen. Danach lehrte sie bis 1988 an der Universität Stuttgart und arbeitete dort an einem EDV-Projekt des Instituts für Kunstgeschichte mit.
Von 1988 bis 2002 arbeitete sie als Inventarisatorin beim Landesdenkmalamt Berlin. Diese Tätigkeit nahm sie nach einem Aufenthalt am Getty Conservation Institute in Los Angeles Ende 2001 bis Anfang 2002 wieder auf.
Von 2002 bis 2005 lehrte sie als Gastprofessorin am Institut für Stadt- und Regionalplanung (ISR) der Technischen Universität Berlin. Seit 2005 war sie dort Professorin für das Fachgebiet Denkmalpflege. Seit 2016 hat sie zudem zusammen mit Hans-Rudolf Meier die Funktion der Sprecherin des Graduiertenkollegs „Identität und Erbe“ der Deutschen Forschungsgemeinschaft inne.
Im Herbst 2021 wurde sie in den Ruhestand verabschiedet, am Graduiertenkolleg Identität und Erbe ist sie weiterhin tätig. Ihre Nachfolgerin als Professorin an der Technischen Universität Berlin wurde die Kunsthistorikerin und Denkmalpflegerin Stephanie Herold.

## Arbeitsschwerpunkte
- Theorie der Denkmalpflege
- Denkmale der Zeitgeschichte
- Öffentlicher Raum
- „Das fremde Erbe“
- Konstruktionen des Kulturerbes und Kulturgutschutzes
- Kulturelles Gedächtnis
- Erinnerungskultur

## Publikationen (Auswahl)
Monografien
- Die Entdeckung des Mittelalters. Studien zur Geschichte der Denkmalerfassung und des Denkmalschutzes in Hessen-Kassel bzw. Kurhessen im 18. und 19. Jahrhundert. Hessische Historische Kommission u. a., Darmstadt und Marburg 1985, ISBN 3-88443-149-8 (überarbeitete Fassung der Dissertation Marburg 1983).
- Das Hansaviertel. Internationale Nachkriegsmoderne in Berlin. Verlag Bauwesen, Berlin 1999, ISBN 3-345-00639-1 (mit Fotos von Franziska Schmidt).

Artikel
- Raum-Erleben, Raum-Erfassen, Raum-Beschreiben. Für einen selbst-bewußten Umgang mit mittelalterlicher Architektur. In: Ilsebill Barta u. a. (Hrsg.): FrauenBilder, MännerMythen. Kunsthistorische Beiträge. Reimer, Berlin und Hamburg 1987, ISBN 3-496-00910-1, S. 421–438.
- Die Restaurierung der Hainaer Glasmalereien im 19. Jahrhundert oder Vom Reparieren zum Restaurieren. In: Marburger Jahrbuch für Kunstwissenschaft. Bd. 22, 1989, ISSN 0342-121X, S. 203–214.
- Bau und Gegenbau oder der Wettstreit der Systeme: Stalinallee und Hansaviertel in Berlin. In: Ulrike Wendland (Hrsg.): Altstadt – City – Denkmalort: Jahrestagung der Vereinigung der Landesdenkmalpfleger in der Bundesrepublik Deutschland 1995. Christians, Hamburg 1997, ISBN 3-7672-1269-2, S. 171–173.
- Säkularisierung und Kunstgewinn. Zur Neubewertung religiöser Bild- und Bauwerke des Mittelalters im 18. und frühen 19. Jahrhundert. In: Irene Crusius (Hrsg.): Zur Säkularisation geistlicher Institutionen im 16. und im 18./19. Jahrhundert. Vandenhoeck & Ruprecht, Göttingen 1996, ISBN 3-525-35440-1, S. 180–197.
- Kunstgeschichte als Zeitgeschichte. Das Thälmann-Denkmal in Berlin. In: Wolfgang Kersten (Hrsg.): Radical art history. Internationale Anthologie Subject O. K. Werckmeister. ZIP, Zürich 1997, ISBN 3-909252-01-X, S. 134–145, Ill. 238–243.
- Der geliehene Schmerz. Das Holocaust-Denkmal und die politische Emotionalität. In: Michael Jeismann (Hrsg.): Mahnmal Mitte. Eine Kontroverse. DuMont, Köln 1999, ISBN 3-7701-4820-7, S. 184–188.
- Das KdF-Bad Prora auf Rügen. Ein Versuch über Architektur und Moral. In: Annette Tietenberg (Hrsg.): Das Kunstwerk als Geschichtsdokument. Festschrift für Hans-Ernst Mittig. Klinkhardt & Biermann, München 1999, ISBN 3-7814-0419-6, S. 144–157.
- Les monuments de l’histoire contemporaine à Berlin. Ruptures, contradictions et cicatrices. In: Régis Debray (Hrsg.): L'abus monumental? Entretiens du Patrimoine Paris 23–25 nov. 1998. Éditions Fayard, éditions du patrimoine, Paris 1999, ISBN 2-213-60342-1.
- Sentimientos confusos, pensamientos borrosos. In: Pasajes. Revista de pensamiento contemporáneo. Bd. 1, Nr. 1, 1999, ISSN 1575-2259, S. 37–40.
- Berlin-Tempelhof. In: Berlin-Tempelhof, Liverpool-Speke, Paris-Le Bourget. Années 30 Architecture des aéroports, Airport Architecture of the Thierties, Flughafenarchitektur der dreißiger Jahre. Éditions du patrimoine, Paris 2000, ISBN 2-85822-328-9, S. 32–61.
- Das Berliner Kulturforum. Architektur als Medium politischer Konflikte. In: Hans-Rudolf Meier (Hrsg.): Bauten und Orte als Träger von Erinnerung. Die Erinnerungsdebatte und die Denkmalpflege. vdf, Zürich 2000, ISBN 3-7281-2732-9, S. 133–143.
- Sites of Hurtful Memory. In: Conservation. The Getty Conservation Institute Newsletter. Jg. 17, Nr. 2, 2002 (Summer 2002), ISSN 1071-0892, S. 4–10. (PDF).
- The Berlin Wall. An Archaeological Site in Progress. In: William Gray Johnson, Colleen M. Beck (Hrsg.): The Archaeology of 20th Century Conflict. Routledge, London 2002, ISBN 0-415-23387-9 (One World Archaeology. Bd. 44), S. 236–248.
- La Neue Wache (Nouvelle Maison de la Garde Royale) à Berlin. In: Les Temps Modernes, Revue bimestrielle. Jg. 58, Nr. 625, 2003, ISSN 0040-3075, S. 164–185.
- Lieux de mémoire et lieux de discorde. La valeur conflictuelle des monuments. In: Gennaro Toscano, Fabien Jamois (Bearb.): Victor Hugo et le débat patrimonial. Institut national du patrimoine, Paris 2003, ISBN 2-85056-709-4, S. 121–144.
- Le Forum de la culture à Berlin. Monument d’histoire contemporaine. In: Maria Gravari-Barbas, Sylvie Guichard-Anguis (Hrsg.): Regards croisés sur le patrimoine dans le monde à l'aube du XXIe siècle Presses de l'université de Paris-Sorbonne, Paris 2003, ISBN 2-84050-277-1, S. 277–285.
- Figuration and abstraction. Berlin in the 1960s. Two modi in East-West art and art politics. In: Charlotte Benton (Hrsg.): Abstraction / Figuration. Ashgate and the Henry Moore Institute, Aldershot (Hampshire) 2004, ISBN 0-7546-0693-7, S. 147–168.
- Wahr oder falsch. Denkmalpflege als Medium nationaler Identitätskonstruktionen. In: Otto Gerhard Oexle u. a. (Hrsg.): Bilder gedeuteter Geschichte. Das Mittelalter in der Kunst und Architektur der Moderne. Teilband 2. Wallstein, Göttingen 2004, ISBN 3-89244-796-9 (Göttinger Gespräche zur Geschichtswissenschaft. Bd. 21), S. 231–285.
- Kulturforum II. Konkurrierende Leitbilder in der Stadtplanung. Oder: Was passiert, wenn auf Bau und Gegenbau ein Gegen-Gegenbau folgen soll? In: Hans-Rudolf Meier (Hrsg.): Denkmale in der Stadt – die Stadt als Denkmal. Probleme und Chancen für den Stadtumbau. Tudpress, Dresden 2006, ISBN 3-938863-43-9 (Schriftenreihe Stadtentwicklung und Denkmalpflege. Bd. 1), S. 155–162.
- Orte des Geschehens – Orte der Kunst – Orte der Erinnerung. In: Günter Schlusche (Hrsg.): Architektur der Erinnerung. NS-Verbrechen in der europäischen Gedenkkultur. Nicolai, Berlin 2006, ISBN 3-89479-352-X, S. 114–117.
- Denkmaltopographien, Erinnerungstopographien und Gedächtniskollektive. In: Thomas Schilp, Barbara Welzel (Hrsg.): Die Dortmunder Dominikaner und die Propsteikirche als Erinnerungsort. Verlag für Regionalgeschichte, Bielefeld 2006, ISBN 3-89534-628-4 (Deutsche Mittelalter-Forschungen. Bd. 8), S. 361–374.
- Mostar. Un pont suspendu dans l’histoire. In: Les cahiers de science et vie. Nr. 91, février 2006, ISSN 1157-4887, S. 100–103.
- Erinnerungstopographien und Gedächtniskollektive. In: Moritz Csáky, Elisabeth Großegger (Hrsg.): Jenseits von Grenzen. Transnationales, translokales Gedächtnis. Praesens, Wien 2007, ISBN 978-3-7069-0475-9 (Akten des 7. Internationalen Kongresses des Forschungsprogramms „Orte des Gedächtnisses“ der Kommission für Kulturwissenschaften und Theatergeschichte der Österreichischen Akademie der Wissenschaften, Wien 2005; Gedächtnis – Erinnerung – Identität. Bd. 8), S. 63–73.
- Sites of memory and sites of discord. Historic monuments as a medium for discussing conflict in Europe. In: Graham J. Fairclough u. a. (Hrsg.): The heritage reader. Routledge, London 2008, ISBN 978-0-415-37285-5, S. 134–138.
- Die Denkmaltopographie der Diktatur in Buenos Aires. Vorschlag für ein thematisches Inventar. In: Gabi Dolff-Bonekämper, Birgit Franz (Hrsg.): Sozialer Raum und Denkmalinventar. Vorgehensweisen zwischen Erhalt, Verlust, Wandel und Fortschreibung. Sandstein, Dresden 2008, ISBN 978-3-940319-42-5 (Veröffentlichung des Arbeitskreises Theorie und Lehre der Denkmalpflege e. V. Nr. 17), S. 87–91.
- Les objets du musée. Appropriation et appartenance. In: Jean-Claude Duclos (Hrsg.): Musées et Société d'aujourd'hui. Musée dauphinois, Grenoble 2008, ISBN 978-2-35567-021-3 (Actes du Colloque tenu les 24 et 25 Mai 2007 à Grenoble au Musée Dauphinois), S. 140–146.
- National – regional – global? Alte und neue Modelle gesellschaftlicher Erbekonstruktionen. In: Acta Historiae Artium. Bd. 49, 2008, ISSN 0001-5830, S. 235–241.
- Topografien der Erinnerung und Gedächtniskollektive. In: Peter Birle u. a. (Hrsg.): Urbane Erinnerungskulturen im Dialog. Berlin und Buenos Aires. Metropol, Berlin 2009, ISBN 978-3-938690-96-3, S. 26–36.
- Les cadres sociaux et spatiaux du patrimoine. Quoi de neuf dans la Convention de Faro? In: Conseil de l'Europe (Hrsg.): Le patrimoine et au delà. Council of Europe Publishing – Éditions du Conseil de l’Europe, Strasbourg 2009 (PDF; 6,3 MB), ISBN 978-92-871-6635-7.
- The social and spatial frameworks of heritage – What is new in the Faro Convention? In: Council of Europe Publishing (Hrsg.). Heritage and Beyond. Council of Europe Publishing – Éditions du Conseil de l’Europe, Strasbourg 2009 (PDF; 6,2 MB), ISBN 978-92-871-6636-4, S. 69–74.
- Berlin capitale. Le patrimoine des promesses de bonheur échouées. In: Corinne Jacquand, Ewa Bérard (Hrsg.): Architectures au-delà du mur. Berlin, Varsovie, Moscou 1989–2009. Editions A. & J. Picard, Paris 2009, ISBN 978-2-7084-0855-5, S. 145–162.
- Gegenwartswerte. Für eine Erneuerung von Alois Riegls Denkmalwerttheorie. In: Hans-Rudolf Meier, Ingrid Scheurmann (Hrsg.): DENKmalWERTE. Beiträge zur Theorie und Aktualität der Denkmalpflege. Georg Mörsch zum 70. Geburtstag. Deutscher Kunstverlag, Berlin und München 2010, ISBN 978-3-422-06903-9, S. 27–40.
- Georg Dehio (1850–1932). In: Michel Espagne und Bénédicte Savoy (Hrsg.). Dictionnaire des historiens d’art allemands. CNRS Editions, Paris 2010, ISBN 978-2-271-06714-2, S. 53–60, 388–389.
- Denkmalverlust als soziale Konstruktion. In: Adrian von Buttlar, Gabi Dolff-Bonekämper, Michael S. Falser, Achim Hubel, Georg Mörsch (Hrsg.): Denkmalpflege statt Attrappenkult. Gegen die Rekonstruktion von Baudenkmälern – eine Anthologie. Bauverlag, Birkhäuser, Gütersloh, Berlin, Basel 2010, ISBN 978-3-0346-0705-6 (Bauwelt Fundamente. Bd. 146), S. 134–165.
- Ähnlichkeit erwünscht – Zum sozialen und formalen Wert von wiederaufgebauten Denkmalen. Grundsätzliches zur Frage der "Echtheit" von Ersatzbauten. In: Manfred Rettig (Hrsg.): Rekonstruktion am Beispiel Berliner Schloss aus kunsthistorischer Sicht. Ergebnisse der Fachtagung im April 2010. Essays und Thesen. Franz Steiner Verlag, Stuttgart 2011 [erschienen Mitte Dez. 2010], ISBN 978-3-515-09826-7 (Impulse – Villa Vigoni im Gespräch. Bd. 2), S. 63–71.
- Memorable moments – chosen cultural affiliations. In: Muriel Blaive, Christian Lindenberger und Thomas Gerbel (Hrsg.): Clashes in European memory. The case of communist repression and the holocaust. Studien-Verlag, Innsbruck-Wien-Bozen 2011, ISBN 978-3-7065-4812-0 (European history and public spheres. Bd. 2), S. 143–153.

Herausgeberschaften
- mit Hiltrud Kier: Städtebau und Staatsbau im 20. Jahrhundert. Deutscher Kunstverlag, München u. a. 1996, ISBN 3-422-06165-7.
- mit Edward van Voolen: Denkmale und kulturelles Gedächtnis nach dem Ende der Ost-West-Konfrontation. Dokumentation der internationalen Fachtagung vom 18. bis 22. November 1998 in Berlin. Hrsg. v. d. Akademie der Künste Berlin. Jovis, Berlin 2000, ISBN 3-931321-23-1.
- Patrimoine européen des frontières. Points de rupture, espaces partagés. Council of Europe Publishing – Éditions du Conseil de l'Europe, Strasbourg 2004 (PDF; 5,5 MB), ISBN 978-92-871-5545-0.
- Dividing lines, connecting lines. Europe's cross-border heritage. Council of Europe Publishing – Éditions du Conseil de l'Europe, Strasbourg 2004 (PDF; 5,5 MB), ISBN 978-92-871-5546-7.

## Mitgliedschaften
- Ulmer Verein - Verband für Kunst- und Kulturwissenschaft e. V.
- Verband Deutscher Kunsthistoriker e. V.
- Deutsches Nationalkomitee von ICOMOS (International Council on Monuments and Sites)
- Beirat der Kritischen Berichte - Zeitschrift für Kunst- und Kulturwissenschaften
- Arbeitskreis Theorie und Lehre der Denkmalpflege (AKTLD)[6]
- Membre titulaire des Comité International d'Histoire de l'Art (CIHA) (2004–2007)[7]
- Bürgerverein Hansaviertel e. V., Berlin[8]
- „Arbeitsgemeinschaft Gefährdete Nachkriegsmoderne (ARGE)“ an der TU Berlin
- Mitherausgeberin der Schriftenreihe Stadtentwicklung und Denkmalpflege[9] des Jovis Verlages.
- Sprecherin des Forschungsclusters „Identität und Erbe“[10] im Innovationszentrum „Gestaltung von Lebensräumen“[11] der TU Berlin (Fakultät VI Planen Bauen Umwelt)
- Membre du comité scientifique de Perspective. Revue de l’Institut national d’histoire de l’art[12]